# Władysław Piskunow
Władysław Piskunow (ukr. Владислав Юрійович Піскунов; ur. 7 czerwca 1978 w Nowej Kachowce) – ukraiński lekkoatleta specjalizujący się w rzucie młotem, dwukrotny uczestnik letnich igrzysk olimpijskich (Sydney 2000, Ateny 2004).
W 1994 zdobył w Lizbonie tytuł mistrza świata juniorów, jednakże stracił zdobyty medal w wyniku pozytywnej kontroli antydopingowej. Po raz drugi wynik kontroli antydopingowej wskazał niedozwolone wspomaganie podczas mistrzostw świata w 2005 r. w Helsinkach, w wyniku czego został 4 listopada 2005 dożywotnio zdyskwalifikowany.

## Sukcesy sportowe
- trzykrotny mistrz Ukrainy w rzucie młotem – 1998, 1999, 2000[1]

| Rok  | Miasto            | Zawody                              | Konkurencja | Wynik         |
| ---- | ----------------- | ----------------------------------- | ----------- | ------------- |
| 1998 | Budapeszt         | Mistrzostwa Europy                  | rzut młotem | 10. miejsce   |
| 1999 | Göteborg          | Młodzieżowe mistrzostwa Europy      | rzut młotem | złoty medal   |
| 1999 | Palma de Mallorca | Uniwersjada                         | rzut młotem | brązowy medal |
| 1999 | Sewilla           | Mistrzostwa świata                  | rzut młotem | brązowy medal |
| 2001 | Pekin             | Uniwersjada                         | rzut młotem | srebrny medal |
| 2002 | Monachium         | Mistrzostwa Europy                  | rzut młotem | srebrny medal |
| 2003 | Katania           | Światowe wojskowe igrzyska sportowe | rzut młotem | srebrny medal |

## Rekordy życiowe
- rzut młotem – 82,23 – Kijów 27/04/2002